# Tetsuta Nagashima

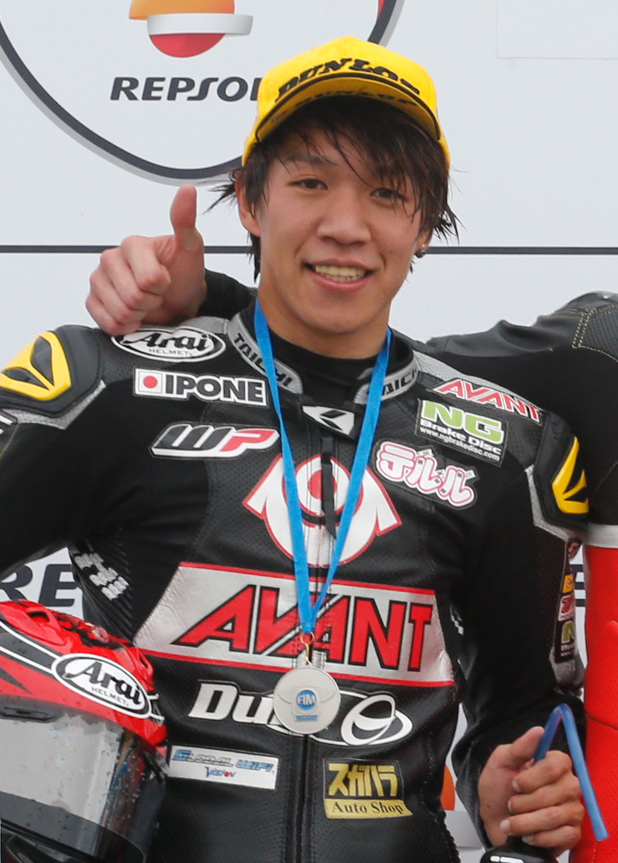
Tetsuta Nagashima in 2016

Tetsuta Nagashima (Japans: 長島 哲太, Nagashima Tetsuta) (Kanagawa, 2 juli 1992) is een Japans motorcoureur.

## Carrière
Nagashima reed een aantal seizoenen in het All Japan Road Race Championship, waar hij in 2011 de GP-Mono-klasse won. In 2012 werd hij tweede in de J-GP3-klasse achter Masaki Tokudome en in 2013 werd hij tweede in de J-GP2-klasse achter Kohta Nozane. Dat jaar debuteerde hij tevens in het wereldkampioenschap wegrace in de Moto2-klasse op een Motobi in zijn thuisrace als vervanger van de geblesseerde Mike Di Meglio. Hij eindigde de race op een twintigste plaats.
In 2014 maakte Nagashima zijn fulltime debuut in het wereldkampioenschap Moto2 op een TSR, maar scoorde hier geen punten. Twee twintigste plaatsen bleken zijn beste klasseringen. Tevens moest hij zes races missen vanwege een beenbreuk die hij opliep tijdens een crash in de vrije trainingen voor de Grand Prix van Groot-Brittannië.
In 2015 stapte Nagashima over naar het Europese Moto2-kampioenschap, waarin hij uitkwam op een Kalex. Hij scoorde twee podiumplaatsen op het Circuito Permanente de Jerez en het Circuit Ricardo Tormo Valencia en werd met 107 punten zevende in de eindstand. In 2016 keerde hij terug in deze klasse en stond hij achtmaal op het podium, inclusief zijn eerste overwinning in de seizoensfinale in Valencia. Met 162 punten verbeterde hij zichzelf naar de tweede plaats in het klassement, achter Steven Odendaal. Aan het eind van dat jaar keerde hij terug in het wereldkampioenschap Moto2 als wildcardrijder tijdens de races in Aragón en Japan, waarbij hij in de tweede race met een veertiende plaats twee punten scoorde.
In 2017 reed hij opnieuw fulltime in het wereldkampioenschap Moto2, ditmaal op een Kalex. Hij kende een lastig seizoen en wist slechts viermaal punten te scoren, met een tiende plaats in Maleisië als beste resultaat. Met 14 punten eindigde hij op plaats 26 in de eindstand. In 2018 verbeterden zijn resultaten en scoorde hij, met name in de tweede seizoenshelft, regelmatig punten. Zijn beste resultaat was een achtste plaats in de Grand Prix van Thailand, waardoor hij zich verbeterde naar de twintigste plaats in het kampioenschap met 27 punten.
In 2019 verbeterden de resultaten van Nagashima flink. Hij behaalde zijn eerste pole position tijdens de Grand Prix van Oostenrijk en scoorde, met uitzondering van de seizoensfinale in Valencia, punten in elke race die hij finishte. Twee vijfde plaatsen in de TT van Assen en de Grand Prix van Groot-Brittannië waren zijn beste klasseringen. Met 78 punten werd hij veertiende in het kampioenschap.
Nagashima begon het seizoen 2020 zeer sterk met zijn eerste zege in Qatar en een tweede plaats in de daaropvolgende race in Spanje.

## Statistieken

### Grand Prix

#### Per seizoen
| Seizoen | Klasse | Motor  | Team                     | Races | Winst | Podiums | Poles | SR | Ptn | Pos |
| ------- | ------ | ------ | ------------------------ | ----- | ----- | ------- | ----- | -- | --- | --- |
| 2013    | Moto2  | Motobi | JiR Moto2                | 1     | 0     | 0       | 0     | 0  | 0   | NC  |
| 2014    | Moto2  | TSR    | Teluru Team JiR Webike   | 11    | 0     | 0       | 0     | 0  | 0   | NC  |
| 2014    | Moto2  | NTS    | Teluru Team JiR Webike   | 1     | 0     | 0       | 0     | 0  | 0   | NC  |
| 2016    | Moto2  | Kalex  | Ajo Motorsport Academy   | 2     | 0     | 0       | 0     | 0  | 2   | 32e |
| 2017    | Moto2  | Kalex  | Teluru SAG Team          | 18    | 0     | 0       | 0     | 0  | 14  | 26e |
| 2018    | Moto2  | Kalex  | Idemitsu Honda Team Asia | 17    | 0     | 0       | 0     | 0  | 27  | 20e |
| 2019    | Moto2  | Kalex  | ONEXOX TKKR SAG Team     | 19    | 0     | 0       | 1     | 0  | 78  | 14e |
| 2020    | Moto2  | Kalex  | Red Bull KTM Ajo         | 15    | 1     | 2       | 0     | 2  | 91  | 8e  |
| 2021    | Moto2  | Kalex  | Italtrans Racing Team    | 3     | 0     | 0       | 0     | 0  | 5   | 29e |
| 2022    | MotoGP | Honda  | Team HRC                 | 1     | 0     | 0       | 0     | 0  | 0   | 29e |
| 2022    | MotoGP | Honda  | LCR Honda                | 3     | 0     | 0       | 0     | 0  | 0   | 29e |
| Totaal  | Totaal | Totaal | Totaal                   | 91    | 1     | 2       | 1     | 2  | 217 |     |

#### Per klasse
| Klasse | Seizoenen            | 1e GP                | 1e podium            | 1e winst             | Races | Winst | Podiums | Poles | SR | Ptn | Kampioen |
| ------ | -------------------- | -------------------- | -------------------- | -------------------- | ----- | ----- | ------- | ----- | -- | --- | -------- |
| Moto2  | 2013-2014, 2016-2021 | Japan 2013           | Qatar 2020           | Qatar 2020           | 87    | 1     | 2       | 1     | 2  | 217 | 0        |
| MotoGP | 2022                 | Japan 2022           |                      |                      | 4     | 0     | 0       | 0     | 0  | 0   | 0        |
| Totaal | 2013-2014, 2016-2022 | 2013-2014, 2016-2022 | 2013-2014, 2016-2022 | 2013-2014, 2016-2022 | 91    | 1     | 2       | 1     | 2  | 217 | 0        |

#### Races per jaar
(vetgedrukt betekent pole positie; cursief betekent snelste ronde)
| Jaar | Klasse | Motor  | 1       | 2      | 3      | 4      | 5       | 6       | 7       | 8       | 9       | 10     | 11      | 12      | 13      | 14      | 15     | 16      | 17     | 18      | 19      | 20  | Pos | Ptn |
| ---- | ------ | ------ | ------- | ------ | ------ | ------ | ------- | ------- | ------- | ------- | ------- | ------ | ------- | ------- | ------- | ------- | ------ | ------- | ------ | ------- | ------- | --- | --- | --- |
| 2013 | Moto2  | Motobi | QAT     | AME    | SPA    | FRA    | ITA     | CAT     | NED     | DUI     | INP     | TSJ    | GBR     | SMR     | ARA     | MAL     | AUS    | JPN 20  | VAL    |         |         |     | NC  | 0   |
| 2014 | Moto2  | TSR    | QAT 21  | AME 20 | ARG 31 | SPA 22 | FRA DNF | ITA 28  | CAT 23  | NED 20  | DUI 22  | INP 23 | TSJ DNF | GBR DNS | SMR     | ARA     | JPN    | AUS     | MAL    |         |         |     | NC  | 0   |
| 2014 | Moto2  | NTS    |         |        |        |        |         |         |         |         |         |        |         |         |         |         |        |         |        | VAL 26  |         |     | NC  | 0   |
| 2016 | Moto2  | Kalex  | QAT     | ARG    | AME    | SPA    | FRA     | ITA     | CAT     | NED     | DUI     | OOS    | TSJ     | GBR     | SMR     | ARA 23  | JPN 14 | AUS     | MAL    | VAL     |         |     | 32  | 2   |
| 2017 | Moto2  | Kalex  | QAT 19  | ARG 19 | AME 19 | SPA 15 | FRA 21  | ITA 24  | CAT 26  | NED 21  | DUI 18  | TSJ 17 | OOS 12  | GBR 19  | SMR 13  | ARA 18  | JPN 20 | AUS 18  | MAL 10 | VAL 26  |         |     | 26  | 14  |
| 2018 | Moto2  | Kalex  | QAT 21  | ARG 17 | AME 19 | SPA 13 | FRA 25  | ITA DNF | CAT 13  | NED DNS | DUI DNF | TSJ 16 | OOS 15  | GBR C   | SMR DNF | ARA 15  | THA 8  | JPN 12  | AUS 13 | MAL DNF | VAL 12  |     | 20  | 27  |
| 2019 | Moto2  | Kalex  | QAT DNF | ARG 12 | AME 12 | SPA 7  | FRA 11  | ITA 14  | CAT 10  | NED 5   | DUI 12  | TSJ 9  | OOS DNF | GBR 5   | SMR DNF | ARA DNF | THA 15 | JPN DNF | AUS 10 | MAL 8   | VAL 21  |     | 14  | 78  |
| 2020 | Moto2  | Kalex  | QAT 1   | SPA 2  | AND 11 | TSJ 11 | OOS DNF | STI 4   | SMR DNF | EMI 23  | CAT 12  | FRA 21 | ARA 9   | TER 14  | EUR 12  | VAL 12  | POR 14 |         |        |         |         |     | 8   | 91  |
| 2021 | Moto2  | Kalex  | QAT     | DOH    | POR    | SPA    | FRA     | ITA     | CAT     | DUI     | NED     | STI    | OOS     | GBR     | ARA     | SMR     | AME 16 | EMI     | ALG 21 | VAL 11  |         |     | 29  | 5   |
| 2022 | MotoGP | Honda  | QAT     | INA    | ARG    | AME    | POR     | SPA     | FRA     | ITA     | CAT     | DUI    | NED     | GBR     | OOS     | SMR     | ARA    | JPN DNF | THA 22 | AUS 19  | MAL DNF | VAL | 29  | 0   |